# Sophie Stone
Sophie Stone, född 11 augusti 1981, är en brittisk skådespelare.
Stone har bland annat medverkat i TV-serierna Chelsea Detective, Shetland och Marchlands.

## Filmografi (i urval)
- 2011 – Marchlands (TV-serie)
- 2018 – Shetland (TV-serie)
- 2022 – Chelsea Detective (TV-serie)